# Nothocissus hypoglauca
Nothocissus hypoglauca är en vinväxtart som först beskrevs av Asa Gray, och fick sitt nu gällande namn av Latiff. Nothocissus hypoglauca ingår i släktet Nothocissus och familjen vinväxter. Inga underarter finns listade i Catalogue of Life.